# Hacı İvazzade Mehmed Paixà
Hacı İvazzade Mehmed Paşa (otomà: Iwad Mehmed Paixà) fou gran visir de l'Imperi Otomà, d'origen albanès, del 1739 al 1740. El seu nom Haci (otomà antic Hadjdji) vol dir Pelegrí (per haver fet la peregrinació a la Meca). Iwan era el servei a l'Estat.
Va exercir diversos càrrecs al servei de l'estat a Belgrad (1689) i Jedda (1696, aquí va fer la peregrinació) i després va tornar a Istanbul. Hekimoğlu Ali Pasha el va ascendir el 1732 i el 1735 va arribar al rang de visir i per unes setmanes fou caimacan a Istanbul i després sandjakbegi de Nigbolu i de Vidin, on va enfrontar atacs austríacs i va tenir cert èxit en rebutjar-los ocupant algunes fortaleses: Hirsova, Fethülislam (a Sèrbia, moderna Kladovo), Semendire (a Sèrbia, moderna Smederevo), Mehadiye (a Romania, moderna Mehadia) i Yeñi Palanka.
Era comandant en aquest front quan fou nomenat gran visir (23 de març de 1739) en substitució de Yeğen Mehmed Pasha, del que va seguir les línies mestres, combinant contactes diplomàtics amb intents de recuperar Belgrad. Va aconseguir una gran victòria a la batalla de Belgrad contra l'imperial Oliver Wallis (que tenia 56.000 homes més la cavalleria lleugera, artilleria i irregulars), batalla que es va lliurar a Grocka (otomà Hisardjik), prop de Belgrad, el 22 de juliol de 1739, obligant Wallis a retirar-se després de perdre tres mil homes i set mil de ferits, cosa que li va permetre assetjar Belgrad el 26 de juliol. Les negociacions van portar a la pau de Belgrad (1 a 18 de setembre de 1739).
Uns disturbis a Istanbul el juny de 1740 foren aprofitats per Beshir Agha i la Walida Sultan (la Reina Mare) per fer revocar a Ivaz el dia 23 de juny. Fou enviat com a governador de Jedda i després de la Canea (Hanya). En tres anys va passar pels governa de Salònica, Hercegovina (Herzek), Bòsnia, Negropont (Eghriboz) i altre cop a Creta. El seu darrer destí fou Lepant (Aynabakht) on va morir el juliol de 1743.